# Esqui alpino nos Jogos Olímpicos de Inverno de 2018 - Equipes mistas
A competição por equipes do esqui alpino nos Jogos Olímpicos de Inverno de 2018 foi disputado em 24 de fevereiro no Centro Alpino Yongpyong, localizado em Bukpyeong-myeon, Jeongseon.

## Medalhistas
|  | SUI Suíça                                                                |  | AUT Áustria                                                                                          |  | NOR Noruega |
|  | Luca Aerni Denise Feierabend Wendy Holdener Daniel Yule Ramon Zenhäusern |  | Stephanie Brunner Manuel Feller Katharina Gallhuber Katharina Liensberger Michael Matt Marco Schwarz |  | Sebastian Foss-Solevåg Nina Haver-Løseth Kristin Lysdahl Leif Kristian Nestvold-Haugen Jonathan Nordbotten Maren Skjøld |

## Regras
A competição é realizada na modalidade slalom paralelo. Cada equipe é formada por 4 esquiadores (dois homens e duas mulheres), bem como até dois reservas. Os confrontos são compostos por quatro descidas (duas descidas masculinas e duas femininas) e o vencedor de cada descida pontua para sua equipe. Se houver empate após as quatro descidas, o melhor tempo masculino e o melhor tempo feminino da equipe são somados e avança a equipe que tiver a menor soma.

## Equipes qualificadas
Dezesseis equipes se qualificaram para o evento, e o chaveamento foi determinado de acordo com o ranking dos países na Copa do Mundo de Esqui Cross-Country. Liechtenstein, Croácia, Sérvia e Japão abriram mão da vaga. Coreia do Sul se qualificou como país-sede.
| Pos. | País                            | Pontos |
| ---- | ------------------------------- | ------ |
| 1    | AUT Áustria                     | 8497   |
| 2    | SUI Suíça                       | 6687   |
| 3    | ITA Itália                      | 5457   |
| 4    | NOR Noruega                     | 4926   |
| 5    | USA Estados Unidos              | 3593   |
| 6    | FRA França                      | 3569   |
| 7    | GER Alemanha                    | 3086   |
| 8    | SWE Suécia                      | 2366   |
| 9    | SLO Eslovênia                   | 1178   |
| 10   | SVK Eslováquia                  | 817    |
| 11   | LIE Liechtenstein               | 697    |
| 12   | CAN Canadá                      | 620    |
| 13   | GBR Grã-Bretanha                | 267    |
| 14   | OAR Atletas Olímpicos da Rússia | 178    |
| 15   | CRO Croácia                     | 131    |
| 16   | CZE República Checa             | 105    |
| 17   | SRB Sérvia                      | 78     |
| 18   | JPN Japão                       | 42     |
| 19   | HUN Hungria                     | 18     |
| 20   | NED Países Baixos               | 16     |
| 21   | FIN Finlândia                   | 15     |
| 22   | POL Polônia                     | 14     |
| 23   | KOR Coreia do Sul               | 4      |
| 24   | MON Mônaco                      | 3      |

## Resultados
O evento iniciou às 11:00.
|  | Oitavas de final                | Oitavas de final |                  |    | Quartas de final    | Quartas de final    |  |  | Semifinais | Semifinais |  |  | Final | Final |
|  |                                 |                  |                  |    |                     |                     |  |  |            |            |  |  |       |       |
|  |                                 |                  |                  |    |                     |                     |  |  |            |            |  |  |       |       |
|  |                                 |                  |                  |    |                     |                     |  |  |            |            |  |  |       |       |
|  | AUT Áustria                     | 4                |                  |    |                     |                     |  |  |            |            |  |  |       |       |
|  | AUT Áustria                     | 4                |                  |    |                     |                     |  |  |            |            |  |  |       |       |
|  | KOR Coreia do Sul               | 0                |                  |    |                     |                     |  |  |            |            |  |  |       |       |
|  | KOR Coreia do Sul               | 0                | AUT Áustria      | 4  |                     |                     |  |  |            |            |  |  |       |       |
|  |                                 |                  | AUT Áustria      | 4  |                     |                     |  |  |            |            |  |  |       |       |
|  |                                 | SWE Suécia       | 0                |    |                     |                     |  |  |            |            |  |  |       |       |
|  | SWE Suécia                      | SWE Suécia       | 0                | 3  |                     |                     |  |  |            |            |  |  |       |       |
|  | SWE Suécia                      |                  |                  | 3  |                     |                     |  |  |            |            |  |  |       |       |
|  | SLO Eslovênia                   | 1                |                  |    |                     |                     |  |  |            |            |  |  |       |       |
|  | SLO Eslovênia                   | 1                | AUT Áustria      | 3  |                     |                     |  |  |            |            |  |  |       |       |
|  |                                 |                  | AUT Áustria      | 3  |                     |                     |  |  |            |            |  |  |       |       |
|  |                                 | NOR Noruega      | 1                |    |                     |                     |  |  |            |            |  |  |       |       |
|  | USA Estados Unidos              | NOR Noruega      | 1                | 2  |                     |                     |  |  |            |            |  |  |       |       |
|  | USA Estados Unidos              |                  |                  | 2  |                     |                     |  |  |            |            |  |  |       |       |
|  | GBR Grã-Bretanha                | 2*               |                  |    |                     |                     |  |  |            |            |  |  |       |       |
|  | GBR Grã-Bretanha                | 2*               | GBR Grã-Bretanha | 2  |                     |                     |  |  |            |            |  |  |       |       |
|  |                                 |                  | GBR Grã-Bretanha | 2  |                     |                     |  |  |            |            |  |  |       |       |
|  |                                 | NOR Noruega      | 2*               |    |                     |                     |  |  |            |            |  |  |       |       |
|  | NOR Noruega                     | NOR Noruega      | 2*               | 4  |                     |                     |  |  |            |            |  |  |       |       |
|  | NOR Noruega                     |                  |                  | 4  |                     |                     |  |  |            |            |  |  |       |       |
|  | OAR Atletas Olímpicos da Rússia | 0                |                  |    |                     |                     |  |  |            |            |  |  |       |       |
|  | OAR Atletas Olímpicos da Rússia | 0                | AUT Áustria      | 1  |                     |                     |  |  |            |            |  |  |       |       |
|  |                                 |                  | AUT Áustria      | 1  |                     |                     |  |  |            |            |  |  |       |       |
|  |                                 | SUI Suíça        | 3                |    |                     |                     |  |  |            |            |  |  |       |       |
|  | ITA Itália                      | SUI Suíça        | 3                | 3  |                     |                     |  |  |            |            |  |  |       |       |
|  | ITA Itália                      |                  |                  | 3  |                     |                     |  |  |            |            |  |  |       |       |
|  | CZE República Checa             | 1                |                  |    |                     |                     |  |  |            |            |  |  |       |       |
|  | CZE República Checa             | 1                | ITA Itália       | 1  |                     |                     |  |  |            |            |  |  |       |       |
|  |                                 |                  | ITA Itália       | 1  |                     |                     |  |  |            |            |  |  |       |       |
|  |                                 | FRA França       | 3                |    |                     |                     |  |  |            |            |  |  |       |       |
|  | FRA França                      | FRA França       | 3                | 2* |                     |                     |  |  |            |            |  |  |       |       |
|  | FRA França                      |                  |                  | 2* |                     |                     |  |  |            |            |  |  |       |       |
|  | CAN Canadá                      | 2                |                  |    |                     |                     |  |  |            |            |  |  |       |       |
|  | CAN Canadá                      | 2                | FRA França       | 1  |                     |                     |  |  |            |            |  |  |       |       |
|  |                                 |                  | FRA França       | 1  |                     |                     |  |  |            |            |  |  |       |       |
|  |                                 | SUI Suíça        | 3                |    | Disputa pelo bronze | Disputa pelo bronze |  |  |            |            |  |  |       |       |
|  | GER Alemanha                    | SUI Suíça        | 3                | 2* | Disputa pelo bronze | Disputa pelo bronze |  |  |            |            |  |  |       |       |
|  | GER Alemanha                    |                  |                  | 2* |                     |                     |  |  |            |            |  |  |       |       |
|  | SVK Eslováquia                  | 2                |                  |    |                     |                     |  |  |            |            |  |  |       |       |
|  | SVK Eslováquia                  | 2                | GER Alemanha     | 2  | NOR Noruega         | 2*                  |  |  |            |            |  |  |       |       |
|  |                                 |                  | GER Alemanha     | 2  | NOR Noruega         | 2*                  |  |  |            |            |  |  |       |       |
|  |                                 | SUI Suíça        | 2*               |    | FRA França          | 2                   |  |  |            |            |  |  |       |       |
|  | SUI Suíça                       | SUI Suíça        | 2*               | 4  | FRA França          | 2                   |  |  |            |            |  |  |       |       |
|  | SUI Suíça                       |                  |                  | 4  |                     |                     |  |  |            |            |  |  |       |       |
|  | HUN Hungria                     | 0                |                  |    |                     |                     |  |  |            |            |  |  |       |       |
|  | HUN Hungria                     | 0                |                  |    |                     |                     |  |  |            |            |  |  |       |       |

Legenda
| Recorde mundial      | Recorde mundial (World record)               |                       | Recorde africano                      | Recorde africano (African) |                                           | Q | Classificado por posição (Qualified) |
| Recorde olímpico     | Recorde olímpico (Olympic record)            | Recorde da América    | Recorde da América (Americas)         | q                          | Classificado por melhor tempo (Qualified) |   |                                      |
| Melhor marca do ano  | Melhor marca do ano (World leading)          | Recorde asiático      | Recorde asiático (Asian)              | DNS                        | Não largou (Did not start)                |   |                                      |
| Recorde nacional     | Recorde nacional (National record)           | Recorde europeu       | Recorde europeu (European)            | DNF                        | Não terminou (Did not finish)             |   |                                      |
| Recorde pessoal      | Recorde pessoal do atleta (Personal best)    | Recorde da Oceania    | Recorde da Oceania (Oceania)          | DSQ / DQ                   | Desclassificado (Disqualified)            |   |                                      |
| Recorde da temporada | Recorde da temporada do atleta (Season best) | Recorde sul-americano | Recorde sul-americano (South America) | NM                         | Sem marca (No mark)                       |   |                                      |